# 薔薇とピストル〜コンプリート・コレクション
『薔薇とピストル〜コンプリート・コレクション』（ばらとピストル コンプリート・コレクション）は、ギャル（石江理世・黒木真由美・目黒ひとみの3人組）のコンプリート・ベスト・アルバム。2010年8月4日発売。製造はキングレコード株式会社、販売はウルトラ・ヴァイヴ（SOLID RECORDS）。規格品番はCDSOL-1369。

## 解説
CD帯：アルバム『ギャルのスペース・オペラ』に全シングルAB面曲を追加したコンプリート・コレクション
ソリッド・レコードの企画アルバム・シリーズ「Hotwax trax 歌謡曲番外地 Queen of Japanese Pops」の1作。オーディション系テレビ番組『スター誕生!』で合格してそれぞれがソロ歌手デビューしたのち、3人組を結成した石江理世・黒木真由美・目黒ひとみの「ギャル」が1978年4月5日に発売した唯一のスタジオ・アルバム『ギャルのスペース・オペラ』（SKA-233）の全曲と、全4枚のシングル・レコードA面/B面を収録したベスト・アルバムである。なお、1970年代にギャル名義で発表された全音源がコンプリート盤として収められている。
アルバム『ギャルのスペース・オペラ（GALS SPACE OPERA'78）』は初CD-DA化となり、リマスタリングが施された。歌詞ブックレットには歌詞のほか、冒頭に麻見徹による6ページのライナーノーツ・解説が掲載された。CDジャケットはデビュー・シングル「薔薇とピストル」のカットを起用し、裏ジャケットに4枚のシングルと1枚のアルバムのレコードジャケットを一覧で掲載。
収録曲のうち、「薔薇とピストル」「マグネット・ジョーに気をつけろ」は2曲とも2トラックずつ収録されているが、9・10曲目はイントロやアウトロにセリフ、効果音が付いており、記載はないがアルバム・バージョンである。本アルバム発売前の同年7月7日には黒木真由美のソロ全楽曲アルバム『黒木真由美 パーフェクト・ベスト』（KICS-1575）が発売された。

## 収録曲
- 作詞者・作曲者・編曲者の名称および表記は本CDの歌詞ブックレットを参照

| #   | タイトル                                               | 作詞                 | 作曲         | 編曲               | 時間    |
| --- | ------------------------------------------------------ | -------------------- | ------------ | ------------------ | ------- |
| 1.  | 「薔薇とピストル」(1st Sg/A：GK-143)                   | 阿久悠               | 川口真       | 馬飼野康二         | 3分7秒  |
| 2.  | 「グループ」(1st Sg/B：GK-143)                         | 阿久悠               | 川口真       | 馬飼野康二         | 2分51秒 |
| 3.  | 「マグネット・ジョーに気をつけろ」(2nd Sg/A：GK-165)   | 阿久悠               | 川口真       | 馬飼野康二         | 3分42秒 |
| 4.  | 「珈琲をいれましょう」(2nd Sg/B：GK-165)               | 阿久悠               | 川口真       | 馬飼野康二         | 3分29秒 |
| 5.  | 「誘惑されて」(3rd Sg/A：GK-257)                       | 竜真知子             | 桑名正博     | 船山基紀・桑名正博 | 3分50秒 |
| 6.  | 「スーパー・スター」(3rd Sg/B：GK-257)                 | 竜真知子             | 桑名正博     | 船山基紀・桑名正博 | 4分18秒 |
| 7.  | 「黄金仮面」(4th Sg/A：GK-260)                         | 杉野まもる           | 桜田誠一     | 長戸大幸           | 3分0秒  |
| 8.  | 「悪魔のように」(4th Sg/B：GK-260)                     | 杉野まもる           | 桜田誠一     | 長戸大幸           | 3分17秒 |
| 9.  | 「マグネット・ジョーに気をつけろ」(1st Al/A-1:SKA-233) | 阿久悠               | 川口真       | 馬飼野康二         | 3分46秒 |
| 10. | 「薔薇とピストル」(1st Al/A-2:SKA-233)                 | 阿久悠               | 川口真       | 馬飼野康二         | 3分20秒 |
| 11. | 「宇宙船GAL」(1st Al/A-3:SKA-233)                      | 阿久悠               | 川口真       | 深町純             | 3分42秒 |
| 12. | 「スター・ウォーズ」(1st Al/A-4:SKA-233)               | -                    | J.WILLIAMS   | あかのたちお       | 5分39秒 |
| 13. | 「ギャルのテーマ」(1st Al/A-5:SKA-233)                 | 阿久悠               | 川口真       | 川口真             | 3分36秒 |
| 14. | 「スケッチ（絵模様）」(1st Al/B-1:SKA-233)             | かめだめい           | 大本恭敬     | あかのたちお       | 2分17秒 |
| 15. | 「ムーミン」(1st Al/B-2:SKA-233)                       | 井上ひさし           | 宇野誠一郎   | あかのたちお       | 1分50秒 |
| 16. | 「ひみつのアッコちゃん」(1st Al/B-3:SKA-233)           | 井上ひさし・山元護久 | 小林亜星     | あかのたちお       | 2分2秒  |
| 17. | 「キャンディ・キャンディ」(1st Al/B-4:SKA-233)         | 名木田恵子           | 渡辺岳夫     | あかのたちお       | 1分14秒 |
| 18. | 「宇宙戦艦ヤマト」(1st Al/B-5:SKA-233)                 | 阿久悠               | 宮川泰       | あかのたちお       | 2分47秒 |
| 19. | 「レッド・バロン」(1st Al/B-6:SKA-233)                 | 阿久悠               | 井上忠夫     | あかのたちお       | 1分52秒 |
| 20. | 「マッハ・バロン」(1st Al/B-7:SKA-233)                 | 阿久悠               | 井上忠夫     | あかのたちお       | 1分18秒 |
| 21. | 「ガンバロン」(1st Al/B-8:SKA-233)                     | 千家和也             | ミッキー吉野 | あかのたちお       | 1分42秒 |
| 22. | 「ルパンIII世」(1st Al/B-9:SKA-233)                    | 千家和也             | 大野雄二     | あかのたちお       | 3分10秒 |
| 23. | 「フライング・ソーサー」(1st Al/B-10:SKA-233)          | かめだめい           | あかのたちお | あかのたちお       | 5分5秒  |